# Fratelli Christie
Charles Herbert Christie (London, 13 aprile 1882 – Beverly Hills, 1º ottobre 1955) e 
Alfred Ernest Christie (London, 23 novembre 1886 – Beverly Hills, 14 aprile 1951), noti come Fratelli Christie (Christie brothers), furono due produttori e registi cinematografici canadesi.

## Gioventù
Il padre dirigeva il teatro d'opera di London, in Ontario, mentre la madre era la responsabile della biglietteria e la contabile. Charles si diplomò a 14 anni e a 16 anni si laureò, in soli due anni, in un corso quadriennale di contabilità.

## Carriera

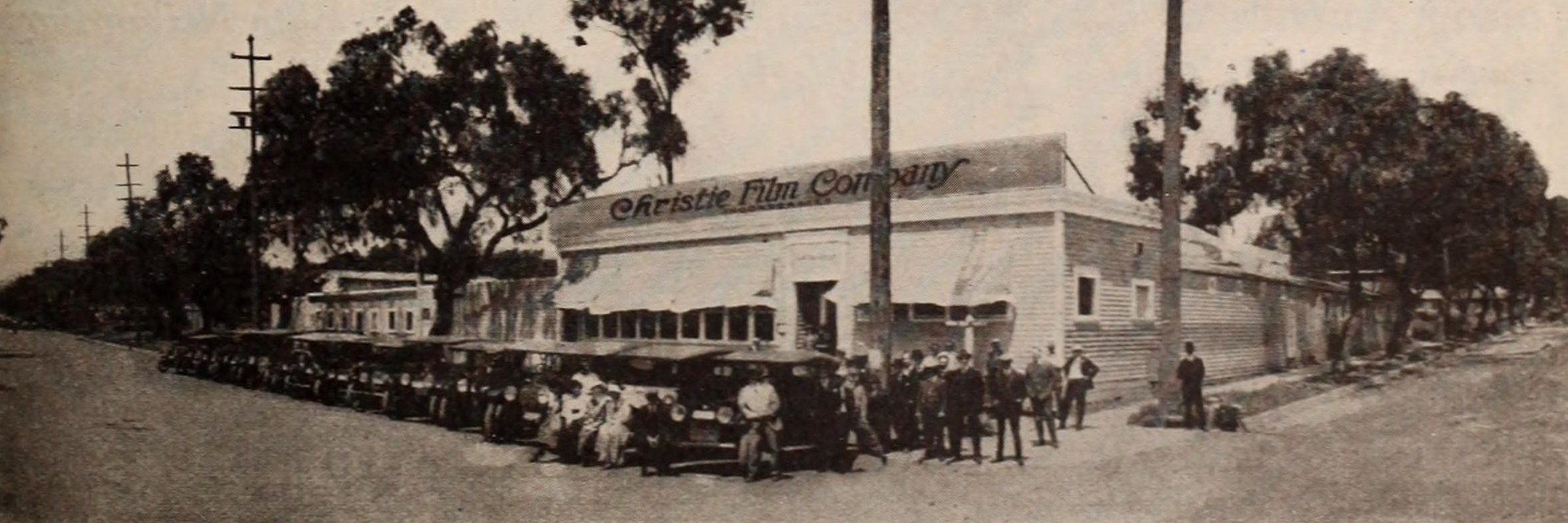
Gli uffici della Christie Film Company

Quando aveva 23 anni, a Charles fu offerto un lavoro come direttore di scena per la Liebler and Company: lo accettò a condizione che anche suo fratello Al ricevesse un lavoro. I due lavorarono per la Liebler an Company per tre anni. Charles entrò nell'industria cinematografica dopo essere stato assunto come contabile alla Nestor Film Company. William Horsley, uno dei due fratelli proprietari della Nestor Film, disse “mi chiedo se saremmo sopravvissuti come industria vitale se non fosse arrivato Charles Christie a mettere in ordine le nostre finanze”. Al presentò alcune sceneggiature di commedie e fu pagato 15 dollari per due idee di film. Nel 1911 Al contribuì ad aprire lo studio cinematografico della Nestor Film a Los Angeles e nel 1913 la Universal Pictures iniziò a distribuire tutti i film della società.
La Christie Film Company fu fondata il 6 gennaio 1916 e Al acquistò la Blondeau Tavern per 15.000 dollari. Carl Laemmle contribuì con 5.000 dollari alla fondazione della società, i cui film furono distribuiti dalla Universal. Charles era vicepresidente e direttore generale dell'azienda. Al voleva che la società producesse una quantità uguale di fil western e di commedie, ma Charles lo convinse a concentrarsi su queste ultime. Nel 1919 i fratelli rinunciarono all'accordo di distribuzione con la Universal e passarono alla Educational Pictures. Dal 1927 al 1928 i film della compagnia furono distribuiti dalla Paramount Pictures e poi, quando la Paramount annullò il suo contratto, dalla Columbia Pictures. I loro film erano interpretati, tra gli altri, da Betty Compson, Dorothy Devore, Lloyd Hamilton, Al St. John, Fay Tincher.
Charles fu direttore del Motion Picture Relief Fund. Fu membro del comitato per la campagna elettorale di Robert M. Allan nel 1925, quando Allan cercava di essere rieletto al Consiglio comunale di Los Angeles. Sempre nel 1925 Charles succedette a Joseph M. Schenck nella carica di presidente dell'Association of Motion Pictures Producers, una filiale della Motion Picture Producers and Distributors of America.

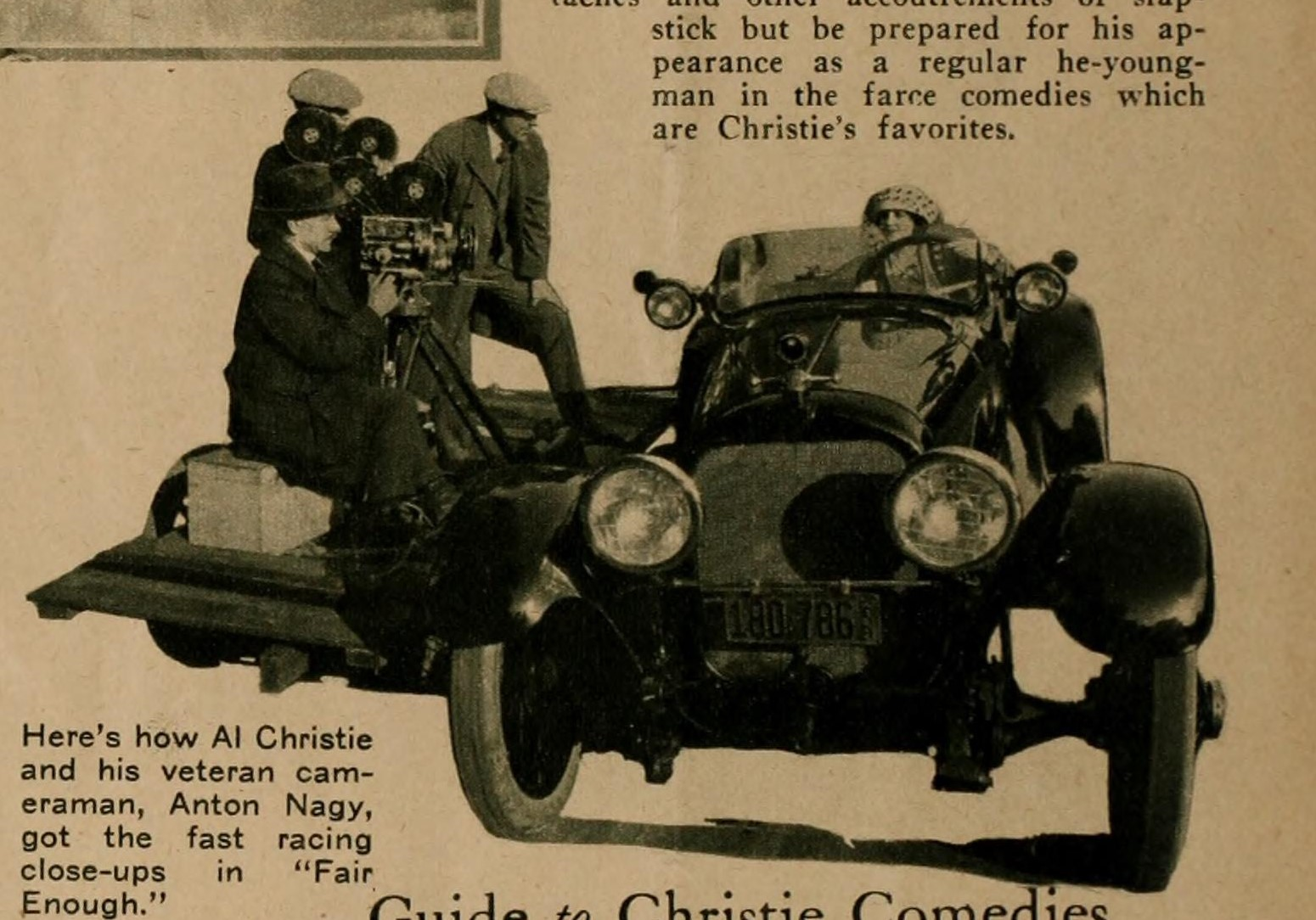
Al Christie mentre gira una scena per Fair Enough

I fratelli Christie acquistarono i Metropolitan Studio negli anni 1920 e spesero oltre 500.000 dollari per insonorizzarli. Femmine pericolose fu il primo film sonoro dei Christie, che nel 1929 produssero oltre cinquanta lungometraggi sonori. Nel 1922 i fratelli aprirono il Christie Hotel, il primo grattacielo e anche il primo hotel di lusso di Hollywood . Possedevano anche il Christie Realty Building.
I fratelli Christie furono rovinati finanziariamente dal crollo di Wall Street del 1929. Ricorsero a prestiti bancari per l'acquisto di immobili. Nel 1932 avevano debiti per 2,5 milioni di dollari. Liquidarono i loro beni, ma si ritrovarono con 70.000 dollari in meno rispetto all'importo dovuto. I fratelli Horsley pagarono il resto dei loro debiti. Charles iniziò a vendere immobili e Al andò a vivere a New York. Al fondò un altro studio cinematografico nel 1932, con il sostegno della Atlas Corporation Studios e della Guaranty Trust Company. Produsse trentadue film prima di abbandonare l'industria cinematografica nel 1941. Successivamente i fratelli si riunirono e Al gestì l'intrattenimento presso la fabbrica della Douglas Aircraft Company a Santa Monica, attività che vide la partecipazione di Lucille Ball, Milton Berle, Bing Crosby, Duke Ellington, Gracie Fields, Bob Hope, Betty Hutton, Glenn Miller e James Stewart.
Al disse che “pochissimi dei nostri negativi o delle nostre stampe sono sopravvissuti” perché “non potevamo permetterci di tenere la vecchia pellicola emulsionata nella cella frigorifera di cui aveva bisogno per conservarsi". Prima di ritirarsi Al aveva prodotto oltre settecento film.

## Vita privata

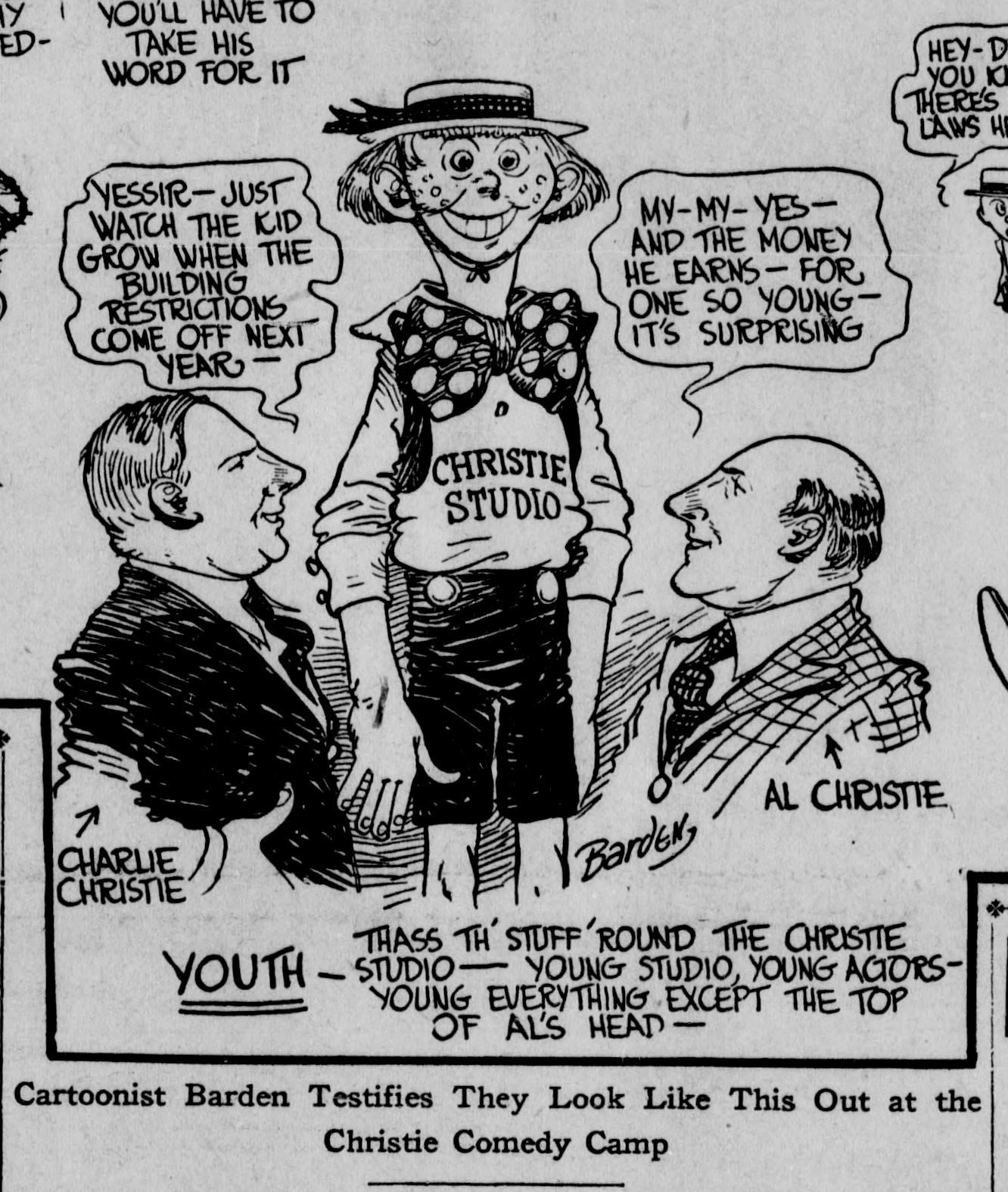
Una caricatura di Charlie e Al Christie (Los Angeles Herald, 1919)

Al sposò Shirley Collins nel 1911, ma in seguito divorziò. Nel 1925 i fratelli Christie e la loro società cinematografica pagarono 31.654,43 dollari di tasse sul reddito. Al si ritirò dal mondo del lavoro dopo la seconda guerra mondiale, Charles nel 1950. Al morì a Beverly Hills il 14 aprile 1951, tre giorni dopo un attacco di cuore. Aveva un patrimonio di soli 2.597 dollari, con 1.697 dollari in contanti e 900 dollari in beni personali. Charles morì a Beverly Hills il 1º ottobre 1955. Lasciò alla sua governante, che aveva lavorato per lui per trent'anni, oltre 250.000 dollari e la casa. La donna morì in un incidente stradale tre mesi dopo.

### Ulteriori letture
- (EN) Blair Miller, American Silent Film Comedies: An Illustrated Encyclopedia of Persons, Studios and Terminology, McFarland & Company, 1995.
- (EN) Brooks Bushnell, Directors and Their Films: A Comprehensive Reference, 1895-1990, McFarland & Company, 1993.
- (EN) Motion Pictures: 1912-1939, Library of Congress, 1951.
- (EN) Film Follies, in Film Follies, 1922.